# 育秀东路站
育秀东路站（廈門話：/iɔk̚˥ siu˥˧ taŋ˧˧ lɔ˧˧/）位于中华人民共和国福建省厦门市思明区湖滨北路地下，是厦门轨道交通2号线的地铁车站，于2019年12月25日开通运营。2023年6月30日，本站4号、6号、8号出入口正式开放通行。